# Ponte Buggianese
Ponte Buggianese (prononcé /'ponte budd͡ʒa'neze/) est une commune de la province de Pistoia en Toscane (Italie).

## Géographie

Localisation de la commune de Ponte Buggianese à l'intérieur de la province de Pistoia

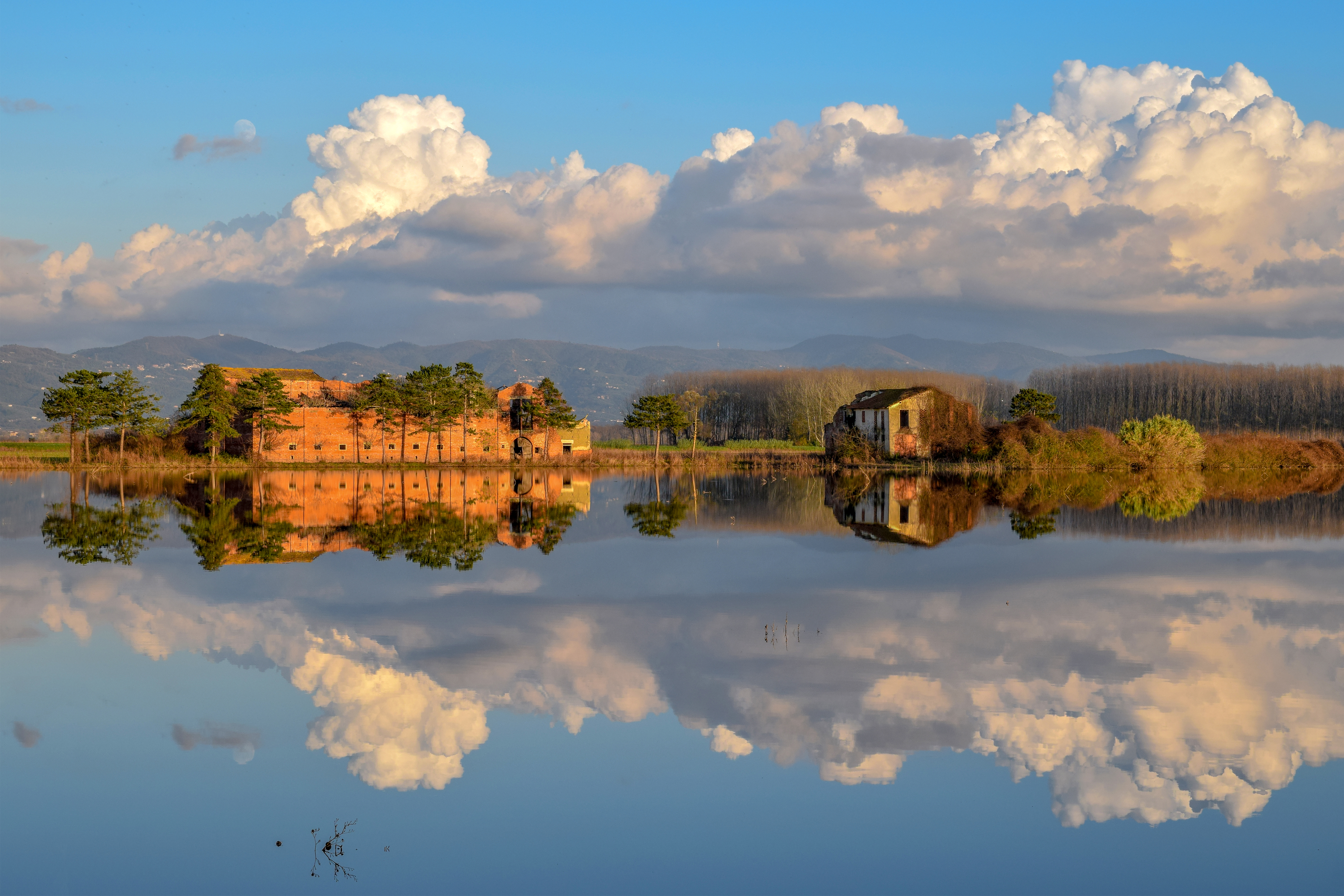
Paysage à Ponte Buggianese. Décembre 2019.

## Culture
- Propositura di San Michele Arcangelo (Ponte Buggianese)

## Administration
| Période                                  | Période      | Identité                 | Étiquette       | Qualité                 |
| ---------------------------------------- | ------------ | ------------------------ | --------------- | ----------------------- |
| juin 2004                                | octobre 2007 | Marco Libero Mangiantini | La Margherita   |                         |
| 9 octobre 2007                           | avril 2008   | Vittorio De Cristofaro   |                 | Commissaire préfectoral |
| 14 avril 2008                            | En cours     | Pier Luigi Galligani     | Parti démocrate |                         |
| Les données manquantes sont à compléter. |              |                          |                 |                         |

### Hameaux
Albinatico, Anchione, Casabianca, Ponte di Mingo, Fattoria, Vione

### Communes limitrophes
Buggiano, Chiesina Uzzanese, Fucecchio (FI), Larciano, Monsummano Terme, Montecatini Terme, Pieve a Nievole, Uzzano

### Évolution démographique
Habitants recensés

## Personnalités liées à la commune
- Filippo Cecchi (1822 - 1887), père piariste, physicien italien, inventeur d'instruments scientifiques
- Pietro Annigoni (1910 – 1988), peintre milanais.  A réalisé un ensemble de fresques dans l'église de Ponte Buggianese.